# Tổng công ty Đầu tư và Kinh doanh vốn nhà nước
Tổng Công ty Đầu tư và Kinh doanh Vốn Nhà nước (tên giao dịch tiếng Anh: State Capital and Investment Corporation, viết tắt SCIC) là một Tổng Công ty, doanh nghiệp nhà nước xếp hạng đặc biệt của Việt Nam được thành lập vào năm 2005 và bắt đầu chính thức hoạt động từ tháng 8 năm 2006.
SCIC là chủ đại diện của Chính phủ Việt Nam tại các doanh nghiệp mà chính phủ góp vốn. SCIC có quyền đầu tư tài chính và kinh doanh vốn (mua hoặc bán vốn của Chính phủ tại các doanh nghiệp nhà nước được cổ phần hóa) theo nguyên tắc thị trường.

## Cơ cấu Tổ chức
- Hội đồng thành viên: 
Gồm những thành viên chịu trách nhiệm về phần vốn nhà nước tại Tổng công ty gồm đại diện các cơ quan: Bộ Tài chính, Bộ Kế hoạch Đầu tư.
Giúp việc cho Hội đồng thành viên có:
  - Các ủy ban chuyên môn
  - Hội đồng cố vấn (dự kiến).
- Ban giám đốc:

Gồm các thành viên điều hành các hoạt động kinh doanh thường kỳ của Tổng công ty.
Giúp việc cho ban giám đốc gồm có:
- Văn phòng điều hành
- Ban quản lý vốn đầu tư I: Tài chính - Ngân hàng
- Ban quản lý vốn đầu tư II: Năng lượng - Xây dựng - Giao thông vận tải
- Ban quản lý vốn đầu tư III: Nông nghiệp - Dược
- Ban quản lý vốn đầu tư IV: Thương mại - Dịch vụ
- Ban Đầu tư kinh doanh: Dự án đầu tư mới
- Ban Kế hoạch tổng hợp
- Ban Tài chính Kế toán
- Ban Quản lý rủi ro
- Ban Pháp chế
- Ban Công nghệ thông tin
- Ban Tổ chức cán bộ và đào tạo
- Văn phòng Đảng - Đoàn
- Chi nhánh khu vực Phía Nam
- Chi nhánh khu vực Miền Trung
- Các công ty Thành viên
- Các công ty Liên kết.

## Sản xuất Kinh doanh
- Đại diện chủ sở hữu vốn nhà nước tại doanh nghiệp:
  - Tiếp nhận và thực hiện quyền đại diện chủ sở hữu vốn nhà nước tại các doanh nghiệp.
  - Đầu tư (bổ sung) hoặc thoái đầu tư tại các doanh nghiệp có vốn đầu tư của SCIC.
  - Cơ cấu lại doanh nghiệp có vốn đầu tư của SCIC.
- Đầu tư trực tiếp và đầu tư gián tiếp:
  - Đầu tư vào những ngành, lĩnh vực quan trọng cần có sự tham gia của nhà nước.
  - Góp vốn liên doanh, liên kết, góp vốn cổ phần với các doanh nghiệp khác.
  - Đầu tư trên thị trường vốn, thị trường chứng khoán thông qua mua bán cổ phiếu, trái phiếu và các công cụ tài chính khác.
- Dịch vụ tư vấn tài chính:
  - Tư vấn tái cơ cấu doanh nghiệp.
  - Tư vấn cổ phần hóa.
  - Tư vấn đầu tư.
  - Bảo lãnh phát hành cổ phiếu, trái phiếu.
- Huy động vốn:
  - Vay vốn.
  - Phát hành trái phiếu trên thị trường trong và ngoài nước.
  - Nhận ủy thác các nguồn vốn đầu tư.
- Hợp tác quốc tế trong lĩnh vực dầu tư kinh doanh vốn:
  - Tổ chức, tham gia các diễn đàn đầu tư trong nước và quốc tế.
  - Đàm phán, ký kết, tiếp nhận các khoản vay, viện trợ của nước ngoài.
- Các dịch vụ hỗ trợ khác:
  - Tổ chức chương trình đào tạo cho doanh nghiệp có vốn góp của SCIC.
  - Tổ chức hội thảo, cung cấp thông tin kinh tế, cơ hội đầu tư cho doanh nghiệp trong và ngoài nước.

## Lịch sử
- Ngày 20 Tháng 6 Năm 2005, Thủ tướng Chính phủ đã ký Quyết định số 151/2005/QĐ-TTg về việc thành lập Tổng công ty Đầu tư và kinh doanh vốn nhà nước (SCIC). Ngày 16/6/2014 Chinh phủ đã ban hành Nghị định 57/2014/NĐ-CP về điều lệ tổ chức hoạt động của SCIC thay thế cho QĐ 151.
- Từ tháng 8 năm 2006, Tổng công ty Đầu tư và kinh doanh vốn nhà nước chính thức đi vào hoạt động.
- Ngày 10 tháng 6 năm 2010, SCIC được Thủ tướng Chính phủ quyết định chuyển sang mô hình Công ty trách nhiệm hữu hạn một thành viên do Nhà nước làm chủ sở hữu theo quyết định số 992/QĐ-TTg.
- Ngày 1 tháng 11 năm 2013, Chính phủ đã ban hành Nghị định số 151/2013/NĐ-CP về chức năng, nhiệm vụ và cơ chế hoạt động của SCIC.
- Ngày 25 tháng 12 năm 2017, Chính phủ ban hành Nghị định số 147/2017/NĐ-CP về sửa đổi bổ sung một số điều của Nghị định 151/2013/NĐ-CP và Nghị định số 148/2017/NĐ-CP về Điều lệ tổ chức và hoạt động của Tổng công ty Đầu tư và Kinh doanh vốn nhà nước.